# Lixiqiao
Lixiqiao är en ort i Kina. Den ligger i provinsen Hunan, i den södra delen av landet, omkring 300 kilometer sydväst om provinshuvudstaden Changsha. Antalet invånare är 1 960.
Runt Lixiqiao är det ganska tätbefolkat, med 96 invånare per kvadratkilometer. Närmaste större samhälle är Wuyang, 10,6 km sydväst om Lixiqiao. I omgivningarna runt Lixiqiao växer i huvudsak blandskog.
Genomsnittlig årsnederbörd är 1 741 millimeter. Den regnigaste månaden är maj, med i genomsnitt 246 mm nederbörd, och den torraste är december, med 65 mm nederbörd.